# Dószitheosz Magiszter
Dószitheosz Magiszter (3. század) görög grammatikus.
A híres jogtudós, Ulpianus kortársa volt. A 16. században fedezték fel St. Gallenben háromrészes munkáját. A két első könyv latin grammatikát és egy latin-görög glosszáriumot, a harmadik mint gyakorlókönyv Hadrianus római császár leveleit, rescriptumait, anekdotáit, aesopusi meséket, továbbá a „Speciebus et de manumissionibus” című töredéket tartalmazza. Ez utóbbit a jogtudósok különböző íróknak tulajdonítják.